# Acumulador de carga rápida
O sistema ACR (Acumulador de Carga Rápido) é um sistema de alimentação de elétricos sem necessidade de fio aéreo de contacto desenvolvido por CAF com a colaboração de Trainelec, filial dedicada ao desenho e fabricação de equipamentos de tração ferroviários. A conversão de uma linha já existente a este sistema não precisa modificações sobre a totalidade da via, senão que a carga de energia elétrica se produz exclusivamente nas paragens. O sistema pode ser aplicado tanto a elétricos de nova construção como a elétricos já existentes.
Vários sistemas competem com o de CAF no sector, como o sistema APS de Alstom. A vantagem do sistema de CAF é que permite acumular energia durante a travagem, aproveitando aquela que queimar-se-ia nas resistências de frenagem. Esta qualidade permite aplicar este sistema a qualquer outro veículo como metros e cercanias alimentados com tensão contínua onde a receptividade da catenária é limitada e pouco se pode devolver à rede.

## Funcionamento do sistema
O elétrico é alimentado por baterias que se recarregam com a energia da frenagem e com a conexão à rede elétrica nas paragens. As baterias estão baseadas em ultracondensadores, que permitem uma capacidade e uma velocidade de carga necessárias para a operação do elétrico e que não eram viáveis anteriormente. O acumulador completo tem um peso de uma tonelada e fixa-se no teto da unidade do elétrico.
Um sistema de controle eletrónico controla o aplicativo de corrente aos motores de tração segundo as indicações do condutor. Durante a marcha do elétrico os motores consomem a corrente do acumulador. Ao frear, utiliza-se um travão dinâmico regenerativo. Desta maneira os motores de tração passam de consumir corrente a gerá-la, corrente que se dedica a recarregar o acumulador. Uma vez completamente detido numa paragem o elétrico liga-se à rede eléctrica, geralmente através de um pantógrafo sobre um fio aéreo de contacto instalado exclusivamente na parada, para completar a carga da bateria necessária para chegar até a seguinte parada. A carga na parada é de aproximadamente 30 segundos. Com este sistema o elétrico é capaz de percorrer com facilidade 1000 metros, distancia que pode variar segundo as características da via.

## Eléctricos nos que está previsto o sistema
O sistema fabrica-se em dois tamanhos, para instalá-lo em elétricos de largura de via de 1 435 mm e de 1 000 mm. Pode ser instalado em elétricos já existentes, tanto de CAF como de outros fabricantes. CAF situa-o como opcional em seu novo modelo de elétrico Urbos 3.
O sistema estreia-se comercialmente no Metrocentro de Sevilla, onde já tinha circulado em provas. O sistema, segundo o contrato assinado entre CAF e a prefeitura de Sevilla, está instalado nos elétricos que já circulavam por Metrocentro (2011), ainda que CAF inicialmente propôs atrasar a entrega a mudança de presentear elétricos do novo modelo Urbos 3. Assim CAF pôde utilizar Sevilla para promover tanto o novo modelo de elétrico como o sistema ACR face a futuros compradores.
CAF tem instalado a segunda geração do sistema no elétrico de Zaragoza, actualmente em funcionamento.

## Anexos